# St.-Marien-Kirche (Stralsund)

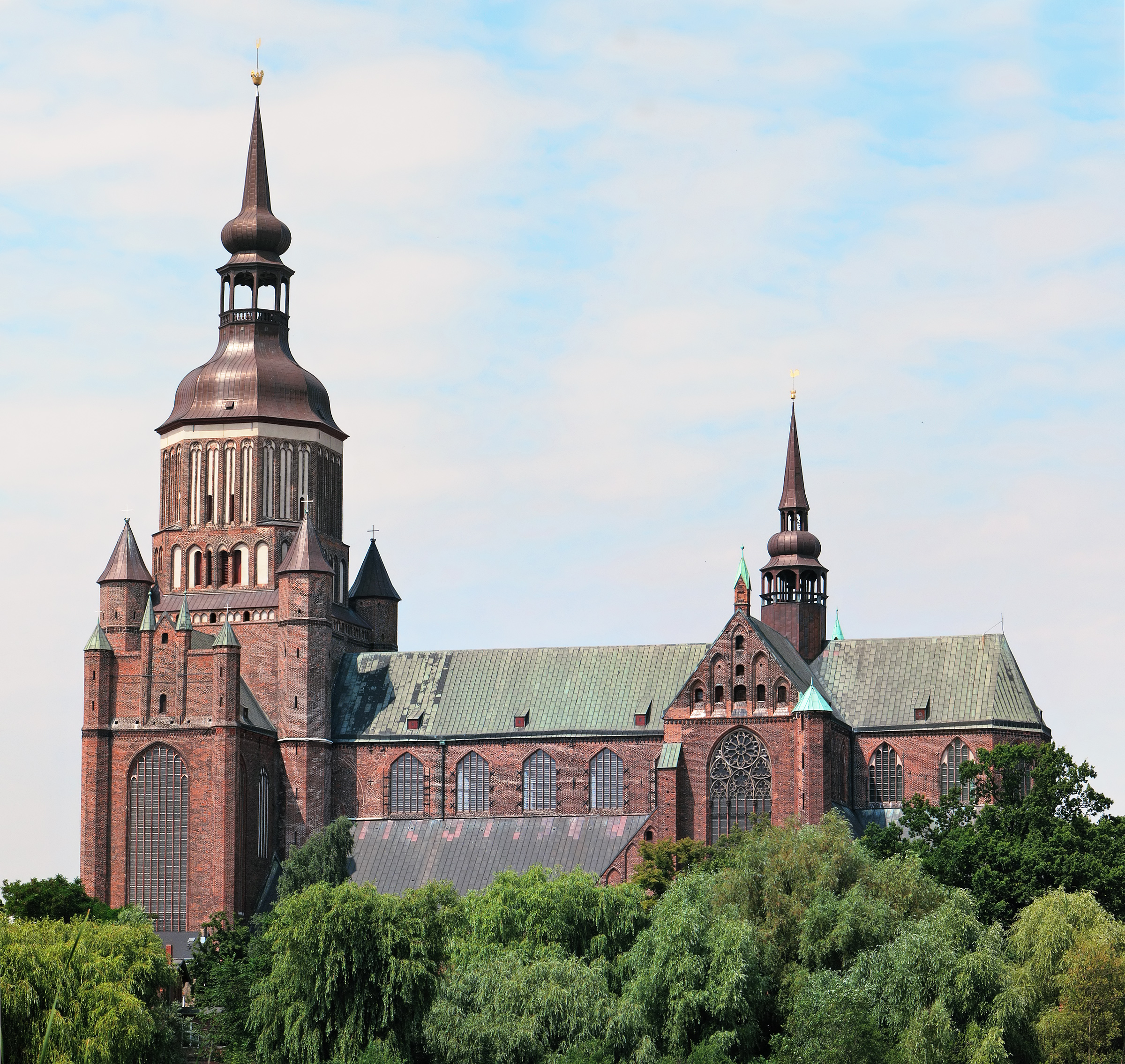
St.-Marien-Kirche Stralsund

Die St.-Marien-Kirche, auch Marienkirche, im Stadtgebiet Altstadt der Stadt Stralsund ist eine dreischiffige Kirche mit Querhaus, westlichem Pseudoquerhaus, Chorumgang und Kapellenkranz. Die Basilika am Neuen Markt wurde im Jahr 1298 erstmals erwähnt. Sie ist die größte Pfarrkirche der Hansestadt. Das evangelische Gotteshaus gilt als ein Meisterwerk der Spätgotik im mitteleuropäischen Raum. Es war von 1549 bis zur Zerstörung seiner damaligen, nach ungesicherter Überlieferung 151 Meter hohen gotischen Spitze durch Blitzschlag 1647 das weltweit höchste Bauwerk. Vom später 104 Meter hohen Turm der Marienkirche bietet sich ein Blick über Stralsund, die Umgebung und Rügen.

## Baugeschichte

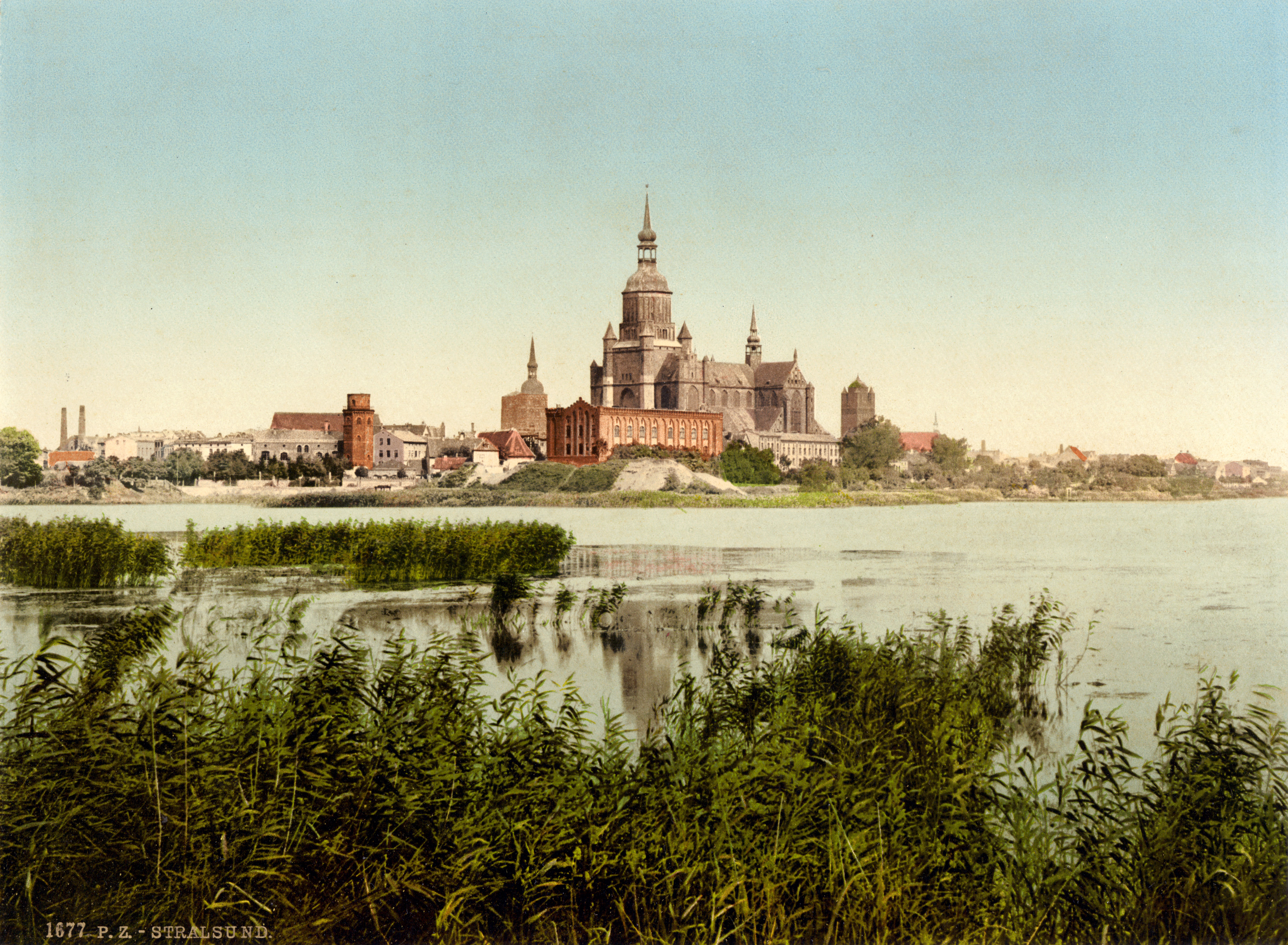
Stralsunder Marienkirche um 1900

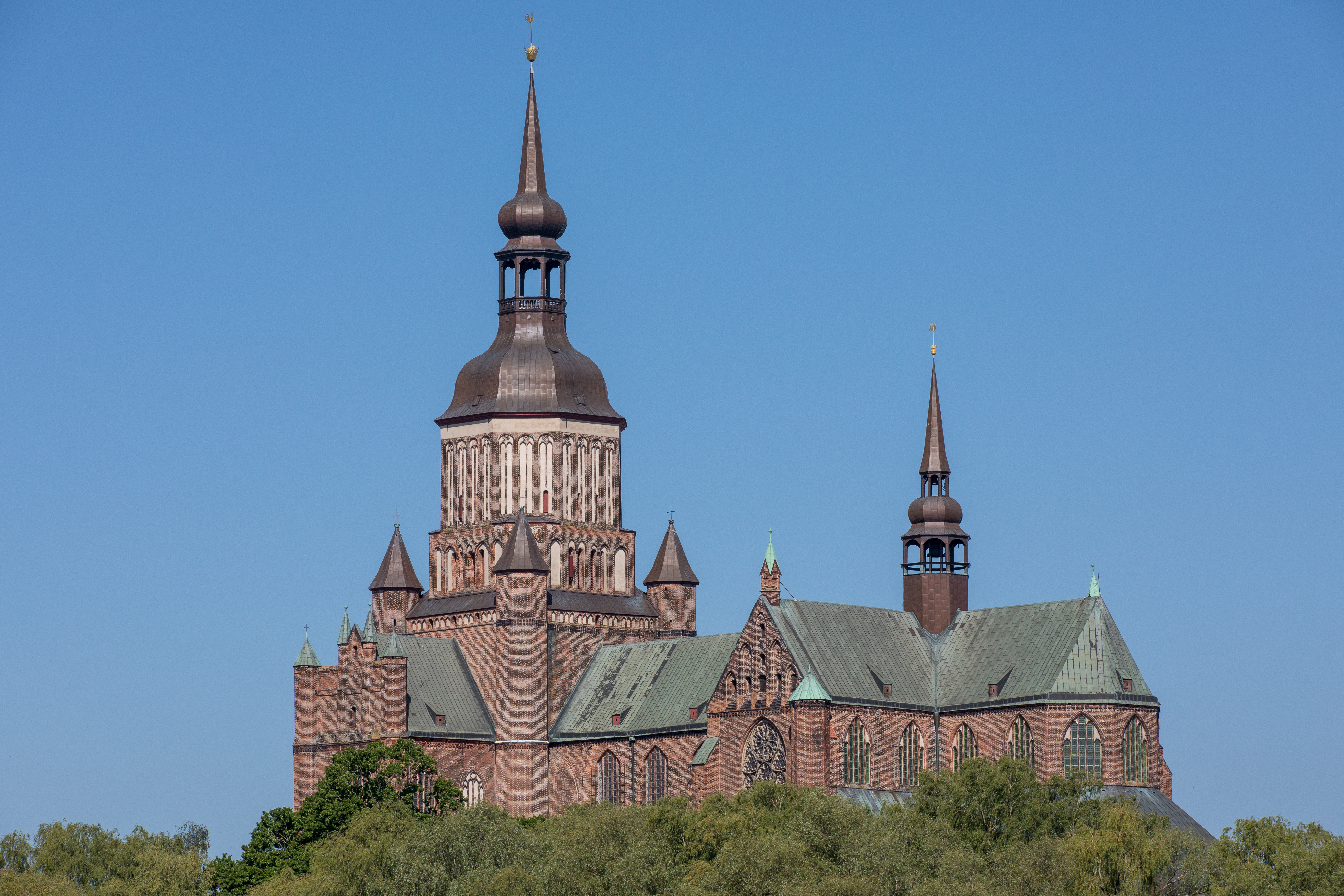
Ansicht von Südosten

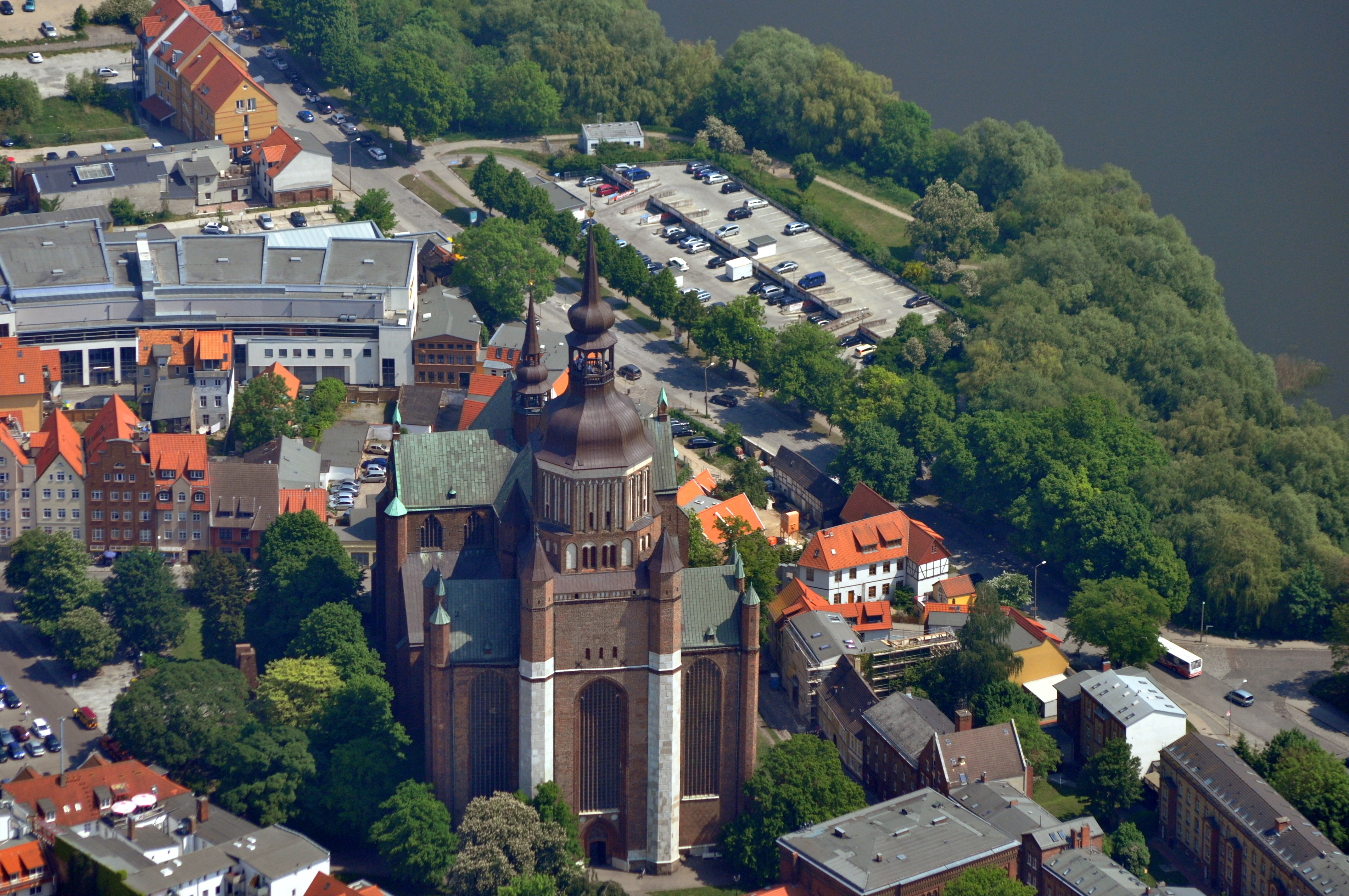
Luftbild von Nordwesten

St. Marien von Stralsund ist nach der Lüneburger Nikolaikirche die jüngste gotische Basilika in Backsteinbauweise im nordischen Raum. Sie wurde nach dem Vorbild der Lübecker Marienkirche erbaut. Allerdings wurden viele und wichtige Elemente dem architektonischen Zeitgeist der Spätgotik angepasst. So sind die Strebebögen unter den Dächern der Seitenschiffe verborgen. Auch die für den gotischen Baustil typischen Strebepfeiler sind bis auf wenige Ausnahmen nicht vorhanden. Dadurch präsentiert sich der Bau in einer ungewohnten Klarheit. Julia Greipl von der Deutschen Stiftung Denkmalschutz lobt daher auch die Erscheinungsform, die „für die Gotik ungewöhnlich kompakt und geschlossen“ sei. Auch die schlichte, aber originelle Ausführung des Chors, mit seinen zum Teil halben Fenstern im Chorumgang, das monumentale Querhaus und nicht zuletzt der außergewöhnliche Westbau schaffen etwas mehr Distanz zum Vorbild in Lübeck, als es bei konservativeren Nachfolgebauten jener Kirche der Fall ist. Die Marienkirche ist neben dem Kölner und dem Schweriner Dom eine der wenigen Kirchen mit einem dreischiffigen Querhaus in Deutschland. Die charakteristischen architektonischen Merkmale der Marienkirche wurden bei kleineren Bauwerken in der Umgebung wie zum Beispiel in der Marienkirche in Kenz und in der Kirche Voigdehagen aufgegriffen.
Bei einem Einsturz des Kirchturms im Jahr 1382 wurden von der ursprünglichen Kirche Chor und Teile des Langhauses zerstört; Ursache war der nicht ausreichend befestigte Untergrund. Umgehend begann der Neubau, so dass bereits 1411 das Uhrwerk mit der Glocke (mittelniederdeutsch seyger) im Dachreiter angebracht werden konnte. 1416 wurde der Grundstein für den Westbau gelegt, der aus einem überragenden Mittelturm, den vier kleinere Treppentürme flankieren, sowie zwei Seitenhallen besteht und auf 14 Meter hohen Pfeilern ruht. Für diese Konstruktion finden sich keinerlei Parallelen in der damaligen Baukunst. Die an der Südseite befindliche Apollonienkapelle wurde 1416 als Sühne für drei von den Stralsundern beim Papenbrand thom Sunde auf dem Scheiterhaufen verbrannte Priester errichtet. Nach dem Inventar des ersten nachreformatorischen Bürgermeisters und Kirchenvorstehers Franz Wessel befanden sich in St. Marien zu seiner Zeit neben dem Hochaltar 44 weitere reich ausgestattete Altarstellen und Kapellen.

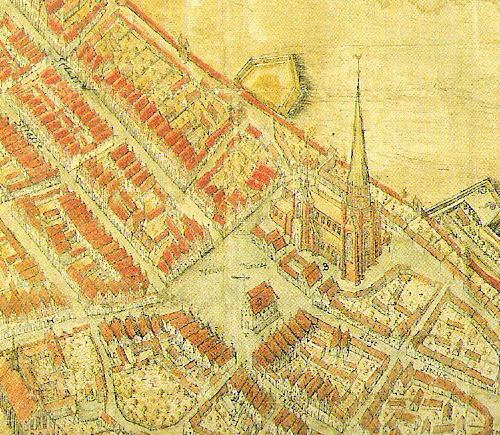
Abbildung mit gotischer Spitze aus „Sciagrapiha civitatis Stralsundensis Pomerania“, 1647

Von 1475 bis 1478 wurde am Turm gebaut, der 1485 mit Kupfer bedacht wurde. Die sehr hohe gotische Spitze stürzte 1495 während eines starken Sturms herunter, wurde aber wieder auf den Turm gesetzt und verlieh der Kirche angeblich eine Höhe von 151 Metern. Sie wäre damit von 1549, als der Turmhelm über der Vierung der Kathedrale von Lincoln einstürzte, bis 1647 das höchste Gebäude der Welt gewesen. 1647 setzte ein Blitzeinschlag den gotischen Turmhelm in Brand. Die Trümmer stürzten auf das Kirchenschiff und durchschlugen die Gewölbe über der Orgel. Die Orgel wurde vernichtet, der Dachstuhl brannte ab. Bereits zwei Jahre danach war ein neues Dach errichtet, und vier Jahre nach dem Brand waren auch die Gewölbe wieder hergestellt. Die heutige barocke Haube wurde 1708 fertiggestellt. Die Anbauten im Norden und Süden an diesem Westturm wirken wie ein Querschiff und lassen die Kirche wuchtig und wehrhaft wirken. Im Innern des Turms ist ein Tretrad zum Aufzug von Materialien erhalten geblieben.
Die Marienkirche wurde überwiegend aus rotem Backstein errichtet. Die westlichen Strebetürme sind bis in eine Höhe von 36 Metern mit Kalkstein verblendet. Im Sockelbereich wurde Granit verwendet. Die 100 Meter lange und im Mittelschiff 32,9 Meter hohe Kirche vermittelt im Innern einen gewaltigen Raumeindruck, der Innenraum ist bis zu 96 Meter lang und 41 Meter breit. Von der ursprünglichen reichen Innenausstattung ist nur noch wenig zu sehen, da beim Bildersturm während der Reformation, dem Kirchenbrechen, und einem großen Stadtbrand im Jahr 1647 nahezu alles Inventar vernichtet wurde.
Von 1807 bis 1810 diente das Gotteshaus den französischen Besatzungstruppen als Kaserne und Heumagazin. 1817 sollte  die Kirche eine neue Innenausstattung bekommen. Einen ersten klassizistischen Entwurf lehnte ein Gutachtergremium, bestehend aus Johann Gottfried Quistorp, Karl Schildener und Johann Christian Friedrich Finelius, ab und favorisierte eine neogotischen Gestaltung von Caspar David Friedrich. Der Maler entwarf die Chorausstattung mit Altar, Altaraufbau, zwei unterschiedliche Kanzeln, die Taufe, das Kirchengestühl und einen Abendmahlskelch. Nach der Vorlage der Kostenkalkulation sah der Rat der Stadt von einer neuen Innenausstattung ab. Neben Friedrich hatte sich auch der Architekt Karl Friedrich Schinkel für das Projekt beworben. Eine Restaurierung der Kirche gab es erst von 1842 bis 1847, bei der maßgeblich Ideen von Schinkel und des Bildhauers Friedrich Tieck zum Zuge kamen. 1872 war ein Wettbewerb für ein neues Portal ausgeschrieben, den unter 15 Entwürfen der Architekt Hans Griesebach aus Hannover für sich entschied. Als Geschenk des preußischen Königs Friedrich Wilhelm IV. fertigte das Königliche Glasmalerei-Institut im Jahre 1856 zwei Glasfenster für die Marienkirche an. Es handelte sich um Kopien der Werke Ankunft der Jungfrau von Zwoll bzw. Anbetung durch die Weisen von Jan van Eyck.
Im Jahre 1930 erfolgte durch das Preußische Hochbauamt Stralsund die Sicherung des Dachreiters auf der Marienkirche. Beim Bombenangriff auf Stralsund am 6. Oktober 1944 wurde auch die Marienkirche beschädigt. Ab 1947 wurden Pfostenwerk und Verglasung der Fenster erneuert und Teile des südlichen Seitenschiffdachs mit Schieferabdeckungen versehen. Zum Neuen Markt hin befinden sich vor der Kirche ein Soldatenfriedhof und ein 1967 errichtetes Denkmal für sowjetische Soldaten und Angehörige der Roten Armee. Die EKD stellte zwischen 1973 und 1975 die Summe von 452.000 D-Mark bereit, damit über ein Kirchenbauprogramm in der DDR dieselbe Summe in DDR-Mark für Sanierungs-Bauleistungen dieses Sakralbaus verfügbar war. Von der Marienkirche gingen die großen Demonstrationen in Stralsund während der Friedlichen Revolution 1989/90 aus.
In den Jahren nach 2000 fanden in der Kirche umfangreiche Sanierungsarbeiten statt, bei denen unter anderem die außergewöhnlich großen Kirchenfenster erneuert und die Stellwagen-Orgel restauriert wurden. In der Nacht vom 14. zum 15. Juni 2005 richtete ein Brand, der nach einem Leitungsschaden entstanden war, erhebliche Beschädigungen an der Einrichtung an, die inzwischen beseitigt sind.

## Ausstattung

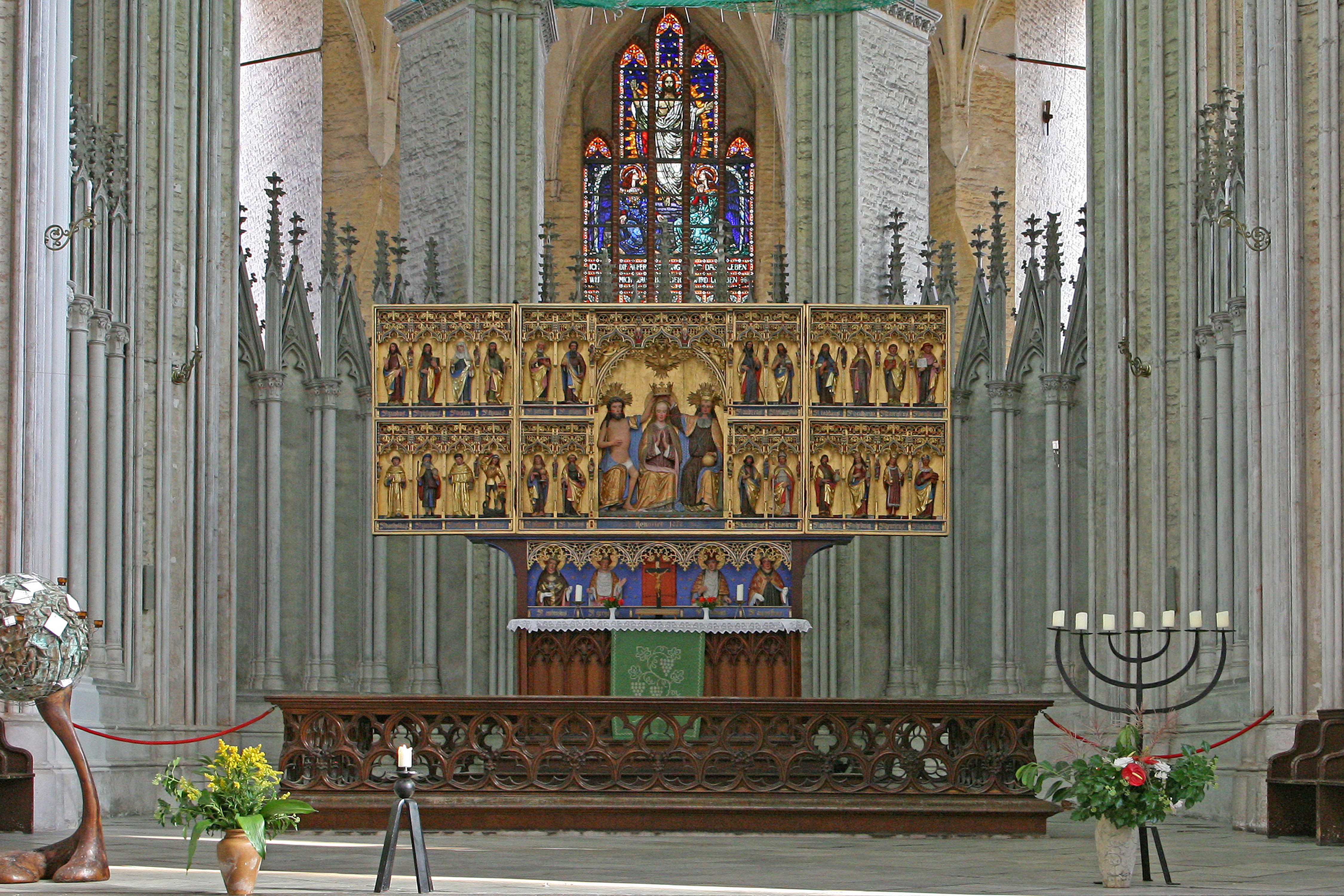
Marienkrönungsaltar von 1440

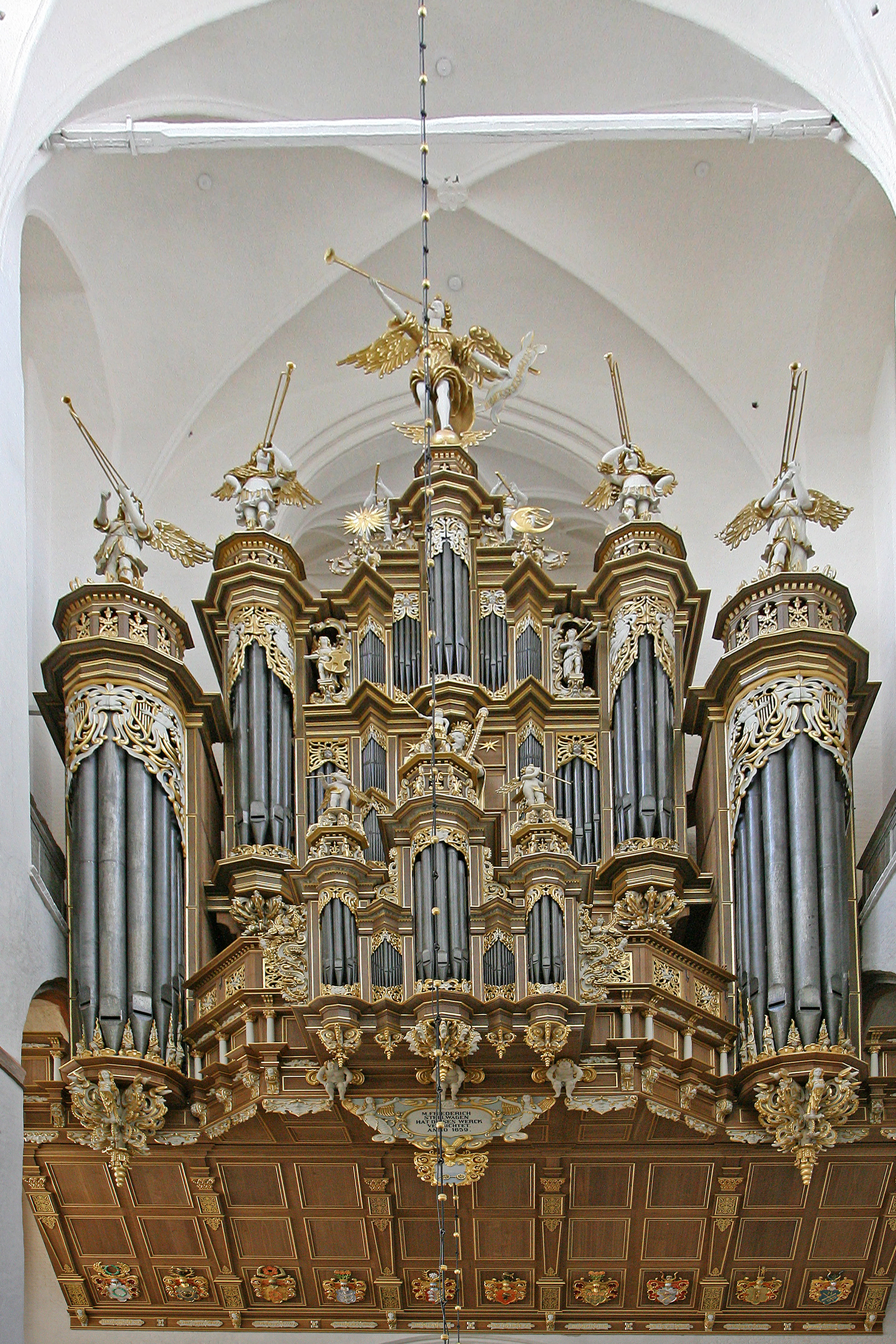
Stellwagen-Orgel von 1659

Neben der eindrucksvollen Architektur bietet die Marienkirche auch zahlreiche Sehenswürdigkeiten innerhalb der alten Mauern. Die Reihenfolge der folgenden Beschreibung entspricht dabei der Sichtweise, die sich einem Besucher beim Rundgang durch die Kirche böte. Dieser virtuelle Rundgang beginnt im nördlichen Seitenschiff.
- Gotische Malereien aus dem 15. Jahrhundert bedecken die Arkadenbögen. Die Malereien – Männerbildnisse und Engel – stellen wahrscheinlich Heilige dar. Viele weitere Malereien sind unter späteren Farb- und Putzschichten verborgen.
- An der Westturmwand zum Nordseitenschiff hängt ein spätgotisches Kruzifix aus dem Jahr 1480.
- Zahlreiche Grabkapellen bergen die Zwischenräume der Stützpfeiler. Die ursprünglich 200 Kastenaltäre und 44 aus dem Mittelalter stammenden Altäre der Zünfte und Gilden gingen verloren. An ihrer Stelle befinden sich Grabkapellen mit barocken Schauwänden aus der Zeit um 1750.
- Aus Granit bestehen jene Fußbodenplatten, die Grabplatten sind. Während die aus dem 17. und 18. Jahrhundert stammenden Platten noch deutlich die Namen, Zeichen und Wappen erkennen lassen, sind die aus dem 14. Jahrhundert stammenden Platten kaum noch lesbar. Über die Jahrhunderte haben tausende Füße die Platten nahezu poliert.
- Kurz vor dem nördlichen Ausgang steht eine geschnitzte Figurengruppe aus dem 15. Jahrhundert. Ursprünglich stand sie in den Nischen des Nordeingangs. Dargestellt sind Maria mit dem Kinde, Petrus mit Zepter und Paulus.
- Das nördliche Querhausportal wird nicht als Eingang genutzt. Vor diesem Eingang zum Neuen Markt hin steht das an die Befreiung im Mai 1945 mahnende Ehrenmal für die sowjetische Rote Armee.
- Im nördlichen Chorumgang fällt die 1659 angelegte Begräbniskapelle des Grafen Küssow auf. 1742 wurde diese mit der noch heute zu sehenden Schauwand versehen.
- Die folgende Bruderschaftskapelle der Marienbruderschaft war einst eine Sakristei; heute dient sie der Gemeinde als Winterkirche. Im Kreuznimbus ist ein Vera ikon zu sehen. Oberhalb dieser Kapelle befand sich einst die Hauptorgel der Kirche von Johann Schulte aus dem Jahr 1493.
- Der Chor weist im Ostpunkt ein bunt verglastes Fenster auf. Dargestellt wird Der Auferstandene. Zu Füßen Jesu befinden sich Maria und Maria Magdalena und die Inschrift „Ich bin die Auferstehung und das Leben, wer an mich glaubt, der wird leben.“ (Joh. 11, 25). Das Fenster wurde im Jahr 1913 von Lena Wiese gestiftet.
- Vor dem Fenster befindet sich die Gedenkstätte der in den Weltkriegen gefallenen Soldaten. Diese wurde im Jahr 2000 neu gestaltet.
- Der südliche Chorumgang führt zum Grabmal des schwedischen Grafen Johan Paulinus Lillienstedt, welches 1732 vom Antwerpener Bildhauer Johann Baptist Xavery gestaltet wurde. Es gilt wegen seiner lebensvollen Darstellung der Figuren als das bedeutendste Marmorbildwerk des Barock in Pommern.
- Eine oktogonale Taufkapelle aus dem Jahr 1738 sowie eine Tauffünte aus der Zeit um 1300 befinden sich nahe dem südlichen Querhausportal. Das Taufgehäuse stand einst in der südlichen Turmhalle. Die Gemeinde führt auch heute noch Taufen in diesem Taufgehäuse durch.
- Das südliche Querhausportal führt auf die Marienstraße. Eine Inschrift lautet pax vobiscum („Der Friede sei mit euch“).
- Auch das südliche Seitenschiff ist durch Grabkapellen gekennzeichnet.

- Das Mittelschiff ziert im Westen die Orgel des Lübecker Orgelbaumeisters Friedrich Stellwagen, die im Jahr 1659 fertiggestellt wurde. Sie wurde umfassend restauriert und ist seit 2008 wieder voll funktionsfähig. Die 1653–1659 erbaute Orgel ist das letzte Werk dieses Orgelbauers. An der nördlichen Wand steht die Grüneberg-Orgel aus dem Jahr 1906.

- Die drei Renaissance-Kronleuchter von 1639, 1557 und 1649 (von West nach Ost gesehen) wurden aus Messing gearbeitet. Der größte zeigt einen Pelikan, der sich die Brust aufschlitzt, um mit seinem Blut seine Jungen zu nähren. Der Peilkan-Leuchter wurde von Michel Radeke, einem Stralsunder Kaufmann, und seiner Frau Barbara gestiftet und 1649 von Jochim Eberling d. Ä. gefertigt. Der 2,78 Meter hohe Schaftkronleuchter misst 2,13 Meter im Durchmesser. Zehn Module sitzen auf seiner Spindel. Von den zehn Modulen tragen drei jeweils zehn Leuchterarme je Etage, zwei der Module sind mit Ranken verziert. Das oberste Modul weist als Bekrönungsfigur einen Pelikan mit drei Jungen auf. Das unterste Modul ist die Große Kugel mit Rosette und Pinienzapfen als Unterhang. Ihr Durchmesser beträgt 49 Zentimeter. Sie trägt in Majuskeln die Inschrift: „Diese Krone hatt Michell Rateke und seine liebe Hausdame Barbara Zeltzen zu Gottes Ehren und dieser Sact Marien Kirchen zu einem Zierath gegeben im Jahr nach der Geburth Christi 1.6.49 D:Mar. Auf diese Crone helt die Kirche alle Jahr 20 Punt Wachslichter MR“.
- Die an den Wänden des Mittelschiffs befindlichen Schwebeemporen dienten vor allem musikalischen Zwecken.
- Der Hochaltar sowie die Kanzel und das Gestühl sind nach Entwürfen des Stralsunder Zeichenlehrers Johann Wilhelm Brüggemann im ersten Drittel des 19. Jahrhunderts gefertigt und aufgestellt worden.
- Der Chor besitzt eine neogotische Stuckatur aus runden Diensten und eine Chorschranke aus Wimpergen, Fialen und Maßwerk. Der skizzenhafte Entwurf für diese Ausführung stammt von Karl Friedrich Schinkel, die Ausführung oblag Brüggemann. Die Neugestaltung begann im Jahre 1841. Im Langhaus wurde diese neogotische Gestaltung in den 1930er Jahren entfernt.
- In der Mitte des Hohen Chores befindet sich der Marienkrönungsaltar, der vor 1498 angefertigt wurde. Er befand sich vorher, allerdings nicht ursprünglich, in der Dorfkirche Semlow. Er kam 1971 nach Stralsund und wurde nach einer umfassenden Restaurierung im Jahre 1995 in der Marienkirche aufgestellt. Er wurde nach einer Sanierung 1999 wieder eingeweiht.
- Im Westbau ist ein seltenes Netzgewölbe zu sehen, während die Vierung sowie nördliche und südliche Turmhalle ein Sterngewölbe aufweisen.

## Glocken

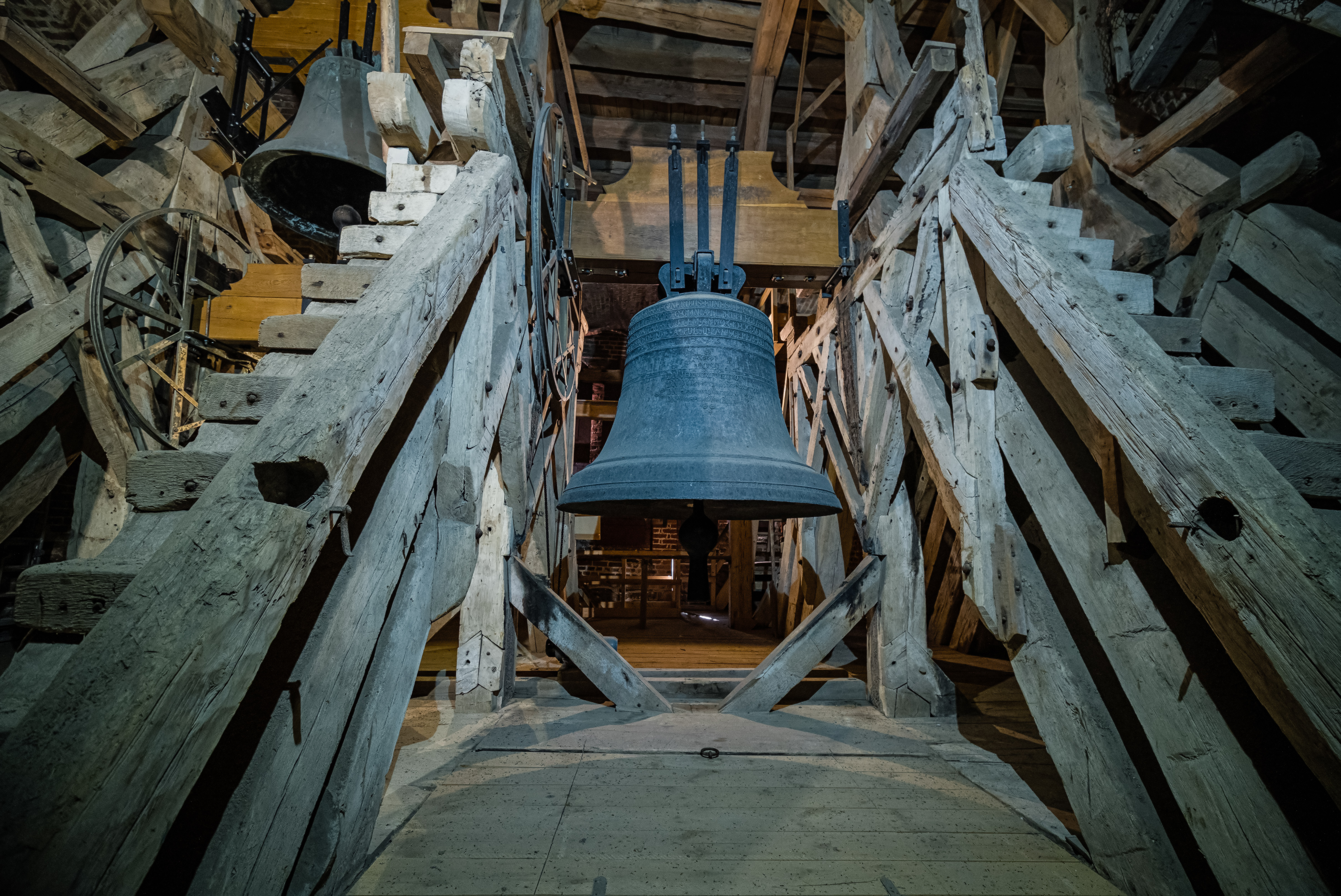
Dreifaltigkeitsglocke

Die Marienkirche verfügt über fünf Kirchenglocken, darunter drei historische Glocken aus dem 17. Jahrhundert. Sämtliche weiteren historischen Glocken gingen im Laufe der Zeit verloren. Nach dem Ersten Weltkrieg waren nur noch die Dreifaltigkeitsglocke, die aufgrund ihres großen historischen Wertes vom Einschmelzen in den beiden Weltkriegen ausgenommen wurde, und die zwei Uhrschlagglocken übriggeblieben.
Im Westturm hängen drei großen Glocken in einem massiven Holzglockenstuhl. Die tontiefste, größte Glocke, die sog. Dreifaltigkeitsglocke, stammt aus dem Jahre 1663, die beiden weiteren Läuteglocken aus dem Jahr 1969. Die Dreifaltigkeitsglocke wurde im Jahre 2000 geschweißt, außerdem wurden die drei Läuteglocken 2010 an neuen, geraden Holzjochen aufgehängt und mit neuen Klöppeln ausgestattet, wodurch sich der Klang deutlich verbessert hat. Sie hingen seit 1969 an gekröpften Stahljochen, die in der Volkswerft Stralsund gebaut wurden.
Im Dachreiter über der Vierung hängen zwei kleine Uhrschlag-Glocken aus dem Jahr 1647; die größere der beiden hängt in der unteren Laterne, die kleinere der beiden in der oberen Laterne.
Im Jahre 2010 wurde beschlossen, das Glockenensemble um zwei Klangkörper zu ergänzen, insbesondere um die Dreifaltigkeitsglocke zu schonen. Zu diesem Zweck wurde bereits die Gebetsglocke über der Taufglocke aufgehängt, mit einem Linear-Antrieb ausgestattet und somit ihr ehemaliges Gefach für die Aufnahme der zwei neuen Glocken vorbereitet.
| Nr. | Name                  | Guss- jahr | Gießer                            | Ø (mm) | Gewicht (kg) | Nominal | Inschrift |
| 1   | Dreifaltigkeitsglocke | 1663       | Adam Lehmeier                     | 2010   | ~5000        | as0     | „Durch Hitze und Feuer bin ich geflossen. Adam Lehmeier hat mich gegossen. Mein Nam' ist Heilige Dreifaltigkeit. Gott sei gelobt in Ewigkeit.“ |
| 2   | Taufglocke            | 1969       | Glockengießerei Schilling, Apolda | 1570   | 2455         | c1      | „Aus dem Munde der Unmündigen und Säuglinge hast du dir Lob zugerichtet.“                                                                      |
| 3   | Gebetsglocke          | 1969       | Glockengießerei Schilling, Apolda | 1310   | 1360         | es1     | „Jesus Christus spricht: Wachet und betet.“ |
| I   | Große Uhrglocke       | 1647       | Adam Lehmeier                     | 1600   | ~700         |         | |
| II  | Kleine Uhrglocke      | 1647       | Adam Lehmeier                     | 800    | ~250         |         | |

## Marienkirche in Zahlen
| Gesamtlänge des Innenraumes     | 96,00 m    |
| Höhe des Mittelschiffs          | 32,95 m    |
| Lichte Breite des Mittelschiffs | 10,15 m    |
| Höhe der Seitenschiffe          | 14,95 m    |
| Jochweite                       | 6,30 m     |
| Breite des Querhauses           | 41,00 m    |
| Höhe des Turmes                 | 104,00 m   |
| Grundrißfläche                  | 3.583 m2   |
| Nutzfläche                      | 2.723 m2   |
| Umbauter Raum                   | 119.034 m3 |

## Gemeinde
Die Mariengemeinde gehört seit 2012 zur Propstei Stralsund im Pommerschen Evangelischen Kirchenkreis der Evangelisch-Lutherischen Kirche in Norddeutschland. Vorher gehörte sie zum Kirchenkreis Stralsund der Pommerschen Evangelischen Kirche. Sie ist seit dem 11. Mai 2005 Mitglied der Nagelkreuzgemeinschaft.